# Internazionali di Tennis di Baviera 1974
Gli Internazionali di Tennis di Baviera 1974 (noto per ragioni di sponsorizzazione come BMW Open 1974) sono stati un torneo di tennis giocato sulla terra rossa. È stata la 59ª edizione del torneo, che fa parte del Commercial Union Assurance Grand Prix 1974. Si è giocato a Monaco di Baviera in Germania, dal 13 al 19 maggio 1974.

## Campioni

### Singolare
Jürgen Fassbender ha battuto in finale  François Jauffret con il punteggio di 6–2, 5–7, 6–1, 6–4

### Doppio
Antonio Muñoz /  Manuel Orantes hanno battuto in finale  Jürgen Fassbender /  Hans-Jürgen Pohmann con il punteggio di 2–6, 6–4, 7–6, 6–2